# Пита
Пита (също питка) е подквасено с мая кръгло хлебче от брашно. Популярно е най-вече по Средиземноморието и Близкия Изток.
Думата пита вероятно произлиза от старогръцкото πίττα или πίσσα – „смола“. Думата е наследена в средногръцкия като πίτα – „хляб“, а по-късно е приета в турския като pide. От турския е заимствана от балканските езици: български – пита или питка, сърбохърватски – pita, румънски – pită, албански – pite.

## Приготвяне
Повечето пити се изпичат на висока температура (230 – 250 °C), което превръща водата в тестото на пара, което от своя страна кара питата да се надуе и да образува джоб. Когато се махне от фурната, слоевете на изпеченото тесто остават разделени в спихналата пита, което позволява хлябът да бъде отворен под формата на джоб. Въпреки това, питите понякога се изпичат без джобове. Независимо дали се прави у дома или в пекарна, питата се оставя да втаса за много кратко време, обикновено около 15 минути.
Днешните хлебни пити се приготвят на автоматични поточни линии. Тези линии имат висок производствен капацитет, обработвайки 45 000 kg брашно едновременно и произвеждайки хиляди пити на час. Фурните, използвани за комерсиално изпичане, са много по-горещи от традиционните глинени фурни (425 – 480 °C), така че всяка пита се пече в продължение само на минута. След това питите преминават през въздушно охлаждане за 20 минути на конвейер, преди да се транспортират веднага или да се съхранят в комерсиални фризери на температура от −12 °C.

## Кулинария
Питите могат да се използват за топене в сосове като хумус или за обвиване на кебап, гирос, фалафели под формата на сандвичи. Може да бъде нарязана и препечена до постигане на хрупкавост. В турската кухня думата пита може да се отнася за три различни вида хляб: плоско хлебче, подобно на тези в Гърция и арабските страни, ястие, подобно на пица, при което плънката се поставя в тестото преди изпичане, и Рамазанска пита. Първият вид се използва за обхващане на различни видове кебап, докато вторият вид се поръсва със сирене, кайма и/или зеленчуци. Регионалните вариации по форма, техника на печене и гарниране създават отличителни стилове за всеки регион. В гръцката кухня под пита по принцип се разбира всякакви сладкарски изделия или печива.
- Пекар приготвя пита в Истанбул.
- Бухнала, прясно изпечена хлебна пита на конвейер.
- Питка, пълнена с фалафели и салата.
- Рамазанска пита.